# 춘향 (영화)
춘향은 1968년 공개된 대한민국의 영화이다.

## 배역
- 홍세미 : 성춘향 역
- 신성일 : 이몽룡 역
- 박노식 : 변학도 역
- 윤인자 : 퇴기 역
- 허장강
- 태현실
- 김승호
- 김혜경
- 최남현 : 남원 현감 역
- 한은진
- 김희갑
- 김동원
- 주증녀
- 김정옥
- 백금녀
- 곽규석
- 양훈
- 서영춘
- 박상익
- 송해
- 박시명
- 변기종
- 강계식
- 성소민
- 지방열
- 김칠성
- 김웅
- 양일민
- 임생출
- 조덕성
- 석운아
- 손전
- 백송